# لورنا هايلبورن
لورنا هايلبورن (بالإنجليزية: Lorna Heilbron)‏ هي ممثلة بريطانية، ولدت في 8 يونيو 1948 في غلاسكو في المملكة المتحدة.

## وصلات خارجية
- لورنا هايلبورن على موقع IMDb (الإنجليزية)
- لورنا هايلبورن على موقع قاعدة بيانات الفيلم (الإنجليزية)